# Sergej Sergeevič Davydov
Sergej Sergeevič Davydov (in russo Сергей Сергеевич Давыдов?; 22 luglio 1985) è un ex calciatore russo, di ruolo attaccante.

## Palmarès

### Club
- Coppa di Russia: 1

Rubin Kazan': 2011-2012